# I tre furfanti (film 1926)
I tre birbanti (3 Bad Men) è un film muto del 1926 diretto da John Ford.
Ultimo western muto di Ford (che al genere tornerà soltanto tredici anni dopo con Ombre rosse) e il primo girato nel deserto del Mojave (in California). Il giovane Ford vi rivela la sua simpatia per gli "outsider che si sono esclusi dalla società organizzata, ma hanno un personale codice d'onore".

## Trama
Nel Dakota, all'epoca (1877-1978) della scoperta dell'oro, un colonnello e sua figlia partecipano a una delle "corse alla terra" per la proprietà di terreni da coltivare. Il padre viene ucciso e la ragazza, Lee Carlton, fidanzata a Dan O'Malley, un baldo cow-boy, è salvata da tre simpatici fuorilegge - Mike Costigan, Bull Stanley e Spade Allen - che diventano suoi cavalier serventi. I tre muoiono durante una corsa all'oro per mano di Layne Hunter, uno sceriffo corrotto, e della sua banda.

## Produzione
Il film fu prodotto dalla Fox Film Corporation (John Ford Production). Venne girato nel Wyoming nella Jackson Hole e in California nel deserto del Mojave.

## Distribuzione
Distribuito dalla Fox Film Corporation, il film - presentato da William Fox - uscì nelle sale cinematografiche statunitensi il 28 agosto 1926. In Finlandia, venne distribuito il 18 marzo 1929 e in Portogallo il 26 dicembre 1929.